# 卵黄生成素
卵黄生成素（vitellogenin，縮寫作Vg），又名卵黃蛋白原，同是基因和此基因所表达的蛋白质的名称。这种蛋白质被分类为“糖脂蛋白”（glyco-lipo-protein），就是说它同时具有糖和脂肪的属性。在雌性鱼类和昆虫中，卵黄生成素是一个蛋黄蛋白质前驱物。